# Tell Me Why (cântec de Spice Girls)
Tell Me Why este un single al formației de origine britanică Spice Girls aflat pe albumul Forever. Single-ul a ocupat locul 2 în majoritatea statelor din Europa.